# Нанково
Нанково (укр. Нанково) — село, входит в Хустскую городскую общину Хустского района Закарпатской области Украины.
Население по переписи 2001 года составляло 2567 человек. Почтовый индекс — 90435. Телефонный код — 31-42. Код КОАТУУ — 2125386001.

## Известные уроженцы
- Мондич, Михаил Дмитриевич — деятель НТС